# Bolborhombus angulus
Bolborhombus angulus is een keversoort uit de familie cognackevers (Bolboceratidae). De wetenschappelijke naam van de soort werd in 1947 gepubliceerd door Mark Packard Mills Robinson.